# Piper praesagium
Piper praesagium är en pepparväxtart som beskrevs av Trel. & Yunck.. Piper praesagium ingår i släktet Piper och familjen pepparväxter. Inga underarter finns listade i Catalogue of Life.